# M47 Dragon
Le M47 Dragon, connu aussi sous la désignation de FGM-77, fut le premier missile antichar, transportable et mis en œuvre par un seul homme. Son nom a été donné à la suite des séries d'étincelles et de crépitements émis par la trentaine de micromoteurs fusées propulsant le missile. Il a été remplacé au milieu des années 1990 par le FGM-148 Javelin après vingt années de service.

## Historique
En 1959, le US Army Ordinance Missile Command suggère le développement d'une arme d'assaut lourde moyenne portée.
En 1960, l’United States Army lança le programme MAW (Medium Anti tank Weapon) sur une proposition de Douglas. En 1966, Douglas reçut le contrat pour développer le XM-47.
En 1967, le XM-47 fut redésigné FGM-77 et FTM-77 (le FTM-77 étant la version d’entrainement). Le premier test du missile eut lieu en décembre 1967 suivi par le premier tir en conditions réelles (ensemble de tir, guidage et lanceur) le 5 juillet 1968.
Il entre en service en janvier 1975 dans une unité des US Army Europe. En avril 1981, le déploiement de la version de base du Dragon dans l'armée de terre américaine est terminé. Dans les bataillons d'infanterie légère, aéroportée et héliportée, chaque compagnie d'infanterie disposait de six systèmes de dragon chacun, soit un total de 18 dans chaque bataillon d'infanterie légère. L’inconvénient majeur du Dragon est le fait que le tireur n’a que 20 pour cent de chances d'atteindre sa cible, mais cela dépend de la qualité du tireur, des niveaux d'entraînement, de l'expérience et de l'état de la situation, ce système d'armes est encore développé, la version améliorée, mais finalement, le projet sera de développer un successeur qui deviendra le Javelin.
Il avait une portée de 2 000 mètres (dans sa dernière version). Dans son tube de tir, l’ensemble du système pesait 14 kg et mesurait 112 cm. 50 000 exemplaires furent construits entre 1974 et 1981. 10 418 lanceurs sont en service en 1988. Une autre source cite 200 000 missiles construits.

## Description & fonctionnement

### Tube portatif lanceur
Le missile, dès sa sortie de l'usine, est scellé dans un cylindre en fibre de verre, de couleur vert foncé traversé de bandes jaunes.
Le transport s'effectue à l'aide d'une sangle ajustable, le missile étant protégé des chocs par de larges couvercles en polystyrène expansé montés aux extrémités du tube (le couvercle frontal étant retiré avant le tir).
Sous l'avant du lanceur se trouve un bipied repliable retenu par une petite sangle, généralement déployé juste avant le tir.
Les viseurs sont clipsés sur le tube par l'intermédiaire d'un rail de fixation équipé de connecteurs électriques, le récepteur infrarouge de chaque viseur étant alimenté par une petite batterie montée à l'arrière du tube.

### Missile

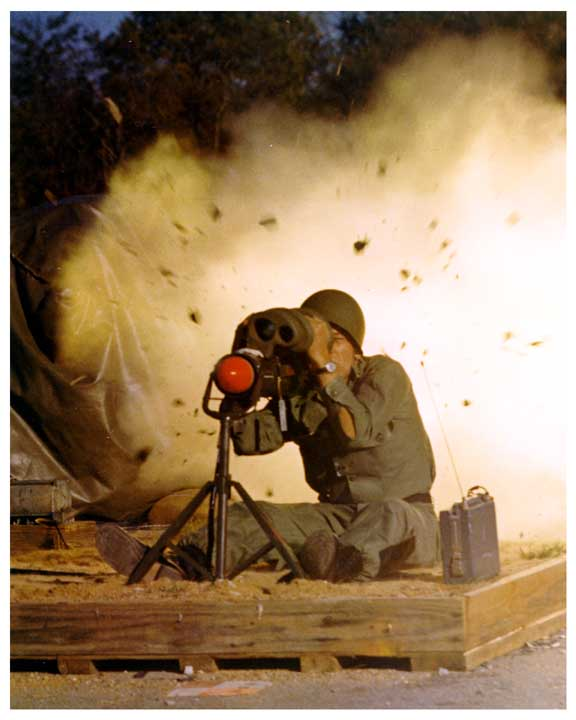
Le souffle généré par l'expulsion du missile est dangereux dans un cône de 30 mètres derrière le lanceur.

Lors du tir, le missile est éjecté de son tube portatif par une charge de poudre qui neutralise automatiquement le recul. Le missile va alors activer deux composants nécessaires à son guidage : un filin qu'il déroule durant son parcours et la mise à feu d'un dispositif pyrotechnique situé dans sa queue.
Pour stabiliser le projectile durant son vol, trois ailerons courbes dépliables font tourner le missile sur lui-même, la charge explosive, quant à elle, est armée après avoir parcouru une distance de 65 mètres.
L'engin est propulsé jusqu'à sa cible à la vitesse de 90 mètres par seconde grâce à la mise à feu séquentielle de trente paires de micromoteurs de poussée, disposés sur toute la longueur du corps du missile. Dans certaines configurations, la vitesse avant l'impact peut atteindre les 900 km/h.

### Viseur de jour SU-36/P
Le système de visée est composé d'un viseur électro-optique de jour SU-36/P conçu par Kollsman, réutilisable après chaque tir. Pesant 3,10 kg, il est entièrement fait en aluminium et ses optiques sont protégées par des œilletons en caoutchouc. Le SU-36/P possède une capacité de grossissement de ×6 à travers un angle de vue de 6°. Le tireur dispose d'une lunette monoculaire à grossissement variable, en plus du réticule en forme de croisillon en son centre, qui est graduée avec deux lignes stadimétriques verticales. À droite de la monoculaire du tireur se trouve un récepteur infrarouge, composé d'une grosse lentille équipée d'un filtre servant à capter le signal infrarouge émis par le missile durant son vol.

### Viseur de nuit AN/TAS-5

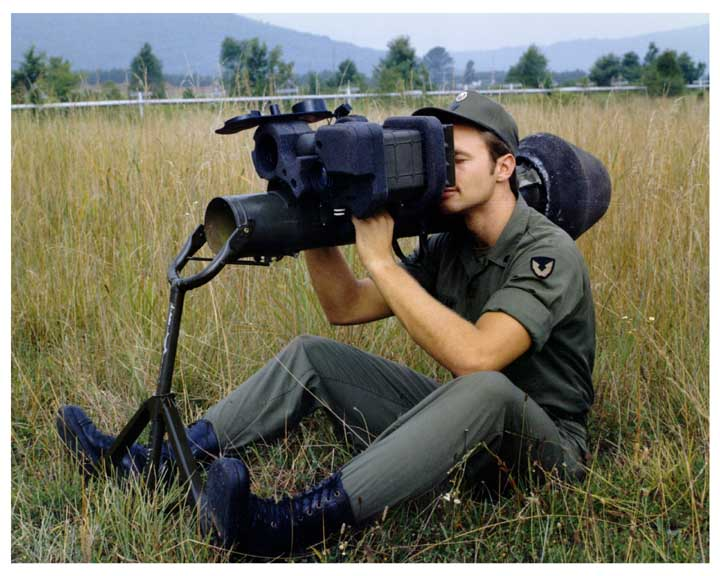
Le viseur infrarouge AN/TAS-5 monté sur le lanceur.

Le tir tout temps est possible, grâce à l'utilisation d'un viseur infrarouge passif AN/TAS-5 à refroidissement cryogénique. Son mode de fonctionnement est similaire au viseur de jour SU-36/P, mais il est beaucoup plus lourd (9,82 kg) et bien plus encombrant que ce dernier.
 L'AN/TAS-5, conçu au début des années 1970 par Texas Instruments, offre une capacité de grossissement de ×4 pour angle de vue ajustable de 3,4° à 6°. Il transforme les émissions infrarouges en signaux électriques, qui vont restituer à la manière d'une caméra une image colorée en rouge et noir en fonction de la température de l'environnement visé. Le contraste et la luminosité peuvent être ajustés comme sur un écran de télévision. La mise sous tension du viseur infrarouge se fait à l'aide d'un commutateur à quatre positions, la première servant à éteindre le système, la deuxième permettant de vérifier l'état de la batterie et du liquide de refroidissement à l'aide d'un témoin lumineux, la troisième permettant d'activer le viseur, et la quatrième servant à éjecter la cartouche abritant le gaz de refroidissement.
L'AN/TAS-5 ne requiert pas d'alimentation externe : il possède sa propre batterie rechargeable de 4,8 volts à courant continu, lui procurant une autonomie de fonctionnement de deux heures.

### Détonateur électrique M57
Le système de mise à feu est composé d'un détonateur électrique M57. Ce petit boîtier en plastique, de la taille d'un paquet de cigarettes, est composé d'une détente, d'une prise électrique et d'un levier de sécurité. Lors de son utilisation sur le M47 Dragon, il est attaché au viseur. Appelé couramment « Clacker » par les soldats, le M57 servait aussi de détonateur sur la mine antipersonnel M18A1 Claymore.

## Système de guidage
Le M47 Dragon fait appel à un système de guidage dit à « télécommande automatique » (TCA) précédemment utilisé sur les missiles TOW et Shillelagh.
 Avec ce système, tout ce que l'on demande au fantassin, c'est de regarder au travers d'un viseur optique amplificateur et de maintenir celui-ci exactement aligné sur l'objectif.
Pendant ce temps là, un deuxième système électro-optique monté parallèlement au viseur reçoit visuellement, un rayonnement thermique (généralement des infrarouges) en provenance d'un système pyrotechnique situé sur la queue du missile et le focalise sur un récepteur/localisateur sensible. Celui-ci mesure continuellement via un calculateur la position de la source de chaleur (le missile) par rapport à la ligne de mire fixée sur l'objectif, toute déviation provoquant automatiquement le signal de correction voulu, qui est à son tour transmis le long des fils (reliant le missile au lanceur) et cela sans aucune intervention de l'opérateur.

## Versions

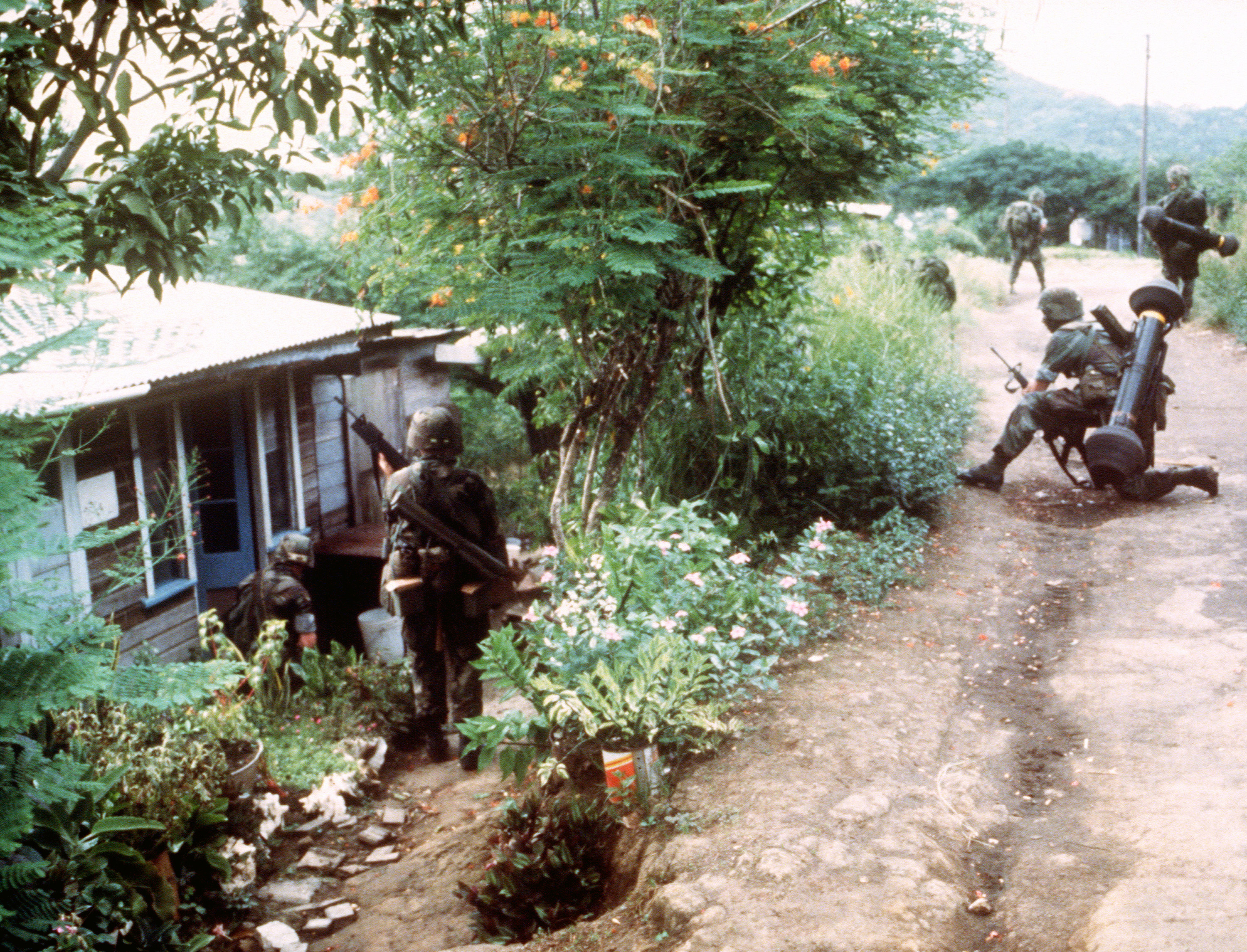
Deux soldats de la aéroportée de l’armée des États-Unis, portant chacun un M47 Dragon, lors de l'opération Urgent Fury durant l'invasion de la Grenade en 1983.

- FGM-77 XM47 : appellation du missile lors de son développement.
- FGM-77A M47 Dragon I : appellation attribuée lors de son entrée en service. Sa munition M222 HEAT d'un calibre de 101,6 mm et est capable de percer une plaque d'acier à blindage de 330 mm d'épaisseur. Il possède une portée pratique de 1 000 m qu'il atteint avec un temps de vol de 11,2 secondes, missile avec poids du tube a 11,5 kg.
- FGM-77B M47 Dragon II : Version améliorée pour l'USMC entrée en service en 1985. Sa munition MK 1 MOD 0 HEAT possède un calibre de 122 mm dont la charge creuse est capable de percer 610 mm d'acier à blindage. Le poids total du missile est de 6,98 kg, si on compte le tube c'est 12,3 kg.
- FGM-77C Dragon III : prototype conçu à la fin des années 1980, il devait posséder une portée pratique allongée à 1 500 m to 1 750 m, un temps de vol raccourcie grâce à de nouveaux moteurs fusées, il est permis d'accélérer jusqu'à 150 à 170 m/s, un effet de souffle arrière lors du tir minimisé, le contrôle du missile en vol aurait également été plus précis. Le Dragon III aurait reprit la charge creuse du Dragon II avec en addition, une petite charge creuse montée en tandem afin de pouvoir contrer les blindages réactifs explosifs. Le programme est abandonné en 1989 mais il semble que l'idée de base améliorée se poursuivra dans Super Dragon..
- Super-Dragon : il est également connu sous le nom de Dragon II+. Le dernier modèle de variante améliorée du missile américain M47 Dragon commercialisé est apparu en 1990, il doit avoir été produit en Suisse pour un client d'exportation basé sur PIP. Le nombre total produit est inconnu, mais un minimum de 2 755 missiles avaient été produits lorsque la production a cessé en 1997 : aucun acheteur connu. Le moteur amélioré a également augmenté la portée, le propulseur a pu augmenter la portée à 2 kilomètres (1,2 mile) et le moteur a également été amélioré. 30 paires de micromoteurs fusées à carburant liquide ont été ajoutées au missile pour un total de 60, permettant au missile de se déplacer entre 4,5 et 5 secondes. Il atteint une portée de 1000 mètres en quelques secondes, ce qui est beaucoup plus rapide que le temps de vol de 11 secondes du missile d'origine, et la vitesse de vol est augmentée d'environ 200 mètres par seconde, et la fiabilité de l'explosion est augmentée à 98 %. L'ogive était équipée de deux charges creuses montées dans une ogive à charge creuse en tandem avec un pôle de charge précurseur: dite être de 950 mm (37,4 pouces) d'armure homogène enroulée derrière des couches d'armure réactives. La longueur totale du missile était de 3,94" plus longue que l'exemple précédent, et le tube de lancement pèse 14,8 kg (32,6 lb). La deuxième amélioration finale est un nouveau tracker combiné jour/nuit avec guidage laser. Mais ce dernier missile antichar M47 Dragon amélioré n'est disponible que pour la variante achetée par les États-Unis Corps de la marine et servie de 1990 à 2001, alors que l'Armée des États-Unis a choisi d'attendre et commence à retirer Dragon Missile jusqu'à ce que le Javelin entre en service à partir des années 1990.
- Saeghe : copie iranienne du Dragon II américain, réalisée en 2002 par rétro-ingénierie. Une version améliorée de Super Dragon a depuis été réalisée sous le nom de Saeghe-2.

## Engagements
Ce missile est employé par les forces iraniennes lors de la guerre Iran-Irak
Le Dragon fut utilisé par l’US Army et le Corps des Marines durant l’opération Desert Storm en 1991. L'United States Marines Corps en à tiré 32 contre des blindés irakiens. 26 ont atteint leur cible causant 19 destructions catastrophiques, 6 pertes dans l'équipage, et une perte de mobilité.
Il a été remplacé depuis le milieu des années 1990 par le FGM-148 Javelin dans l'armée américaine.

## Opérateurs

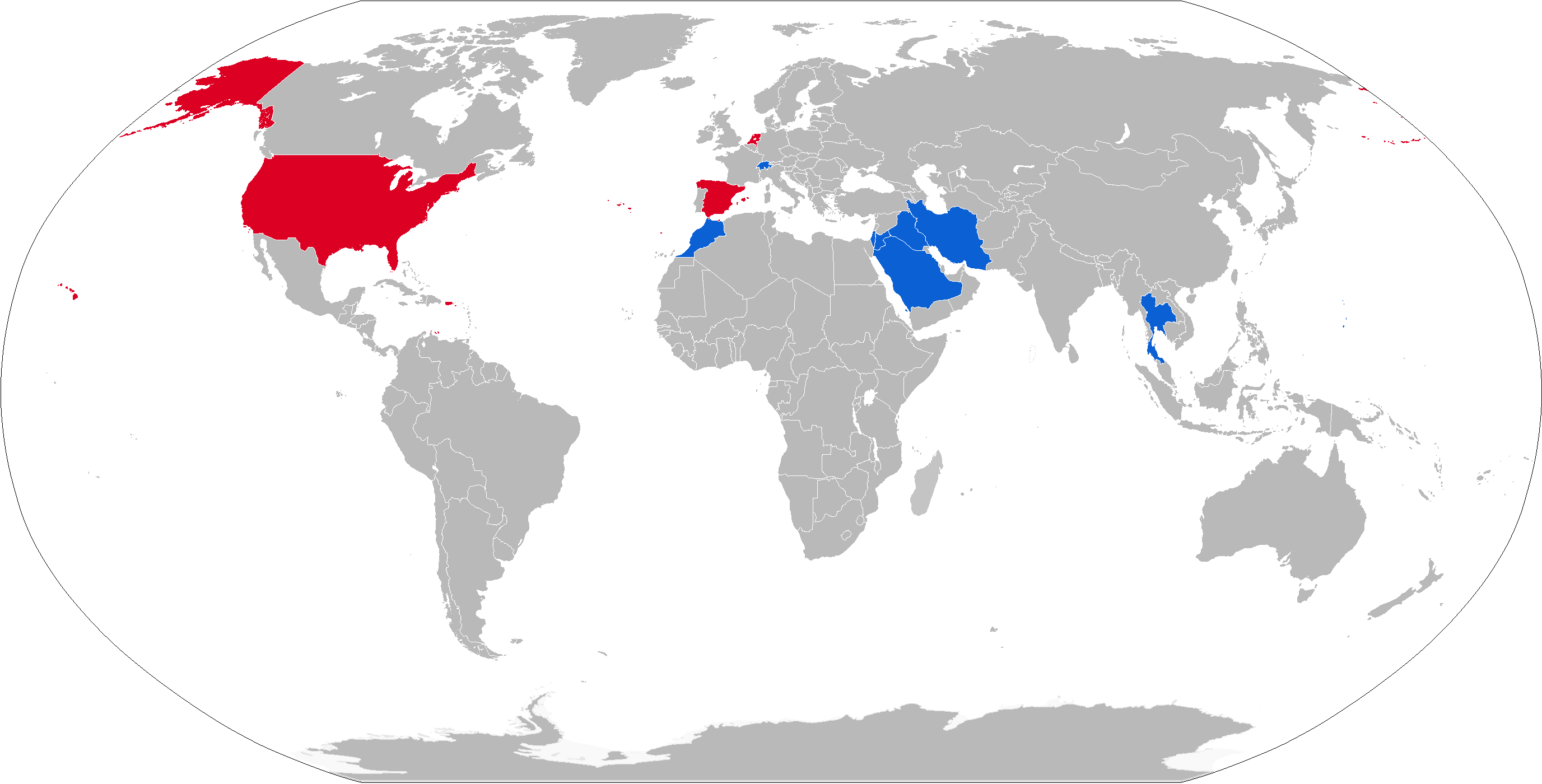
Opérateurs du M47 Dragon en bleu et anciens opérateurs en rouge

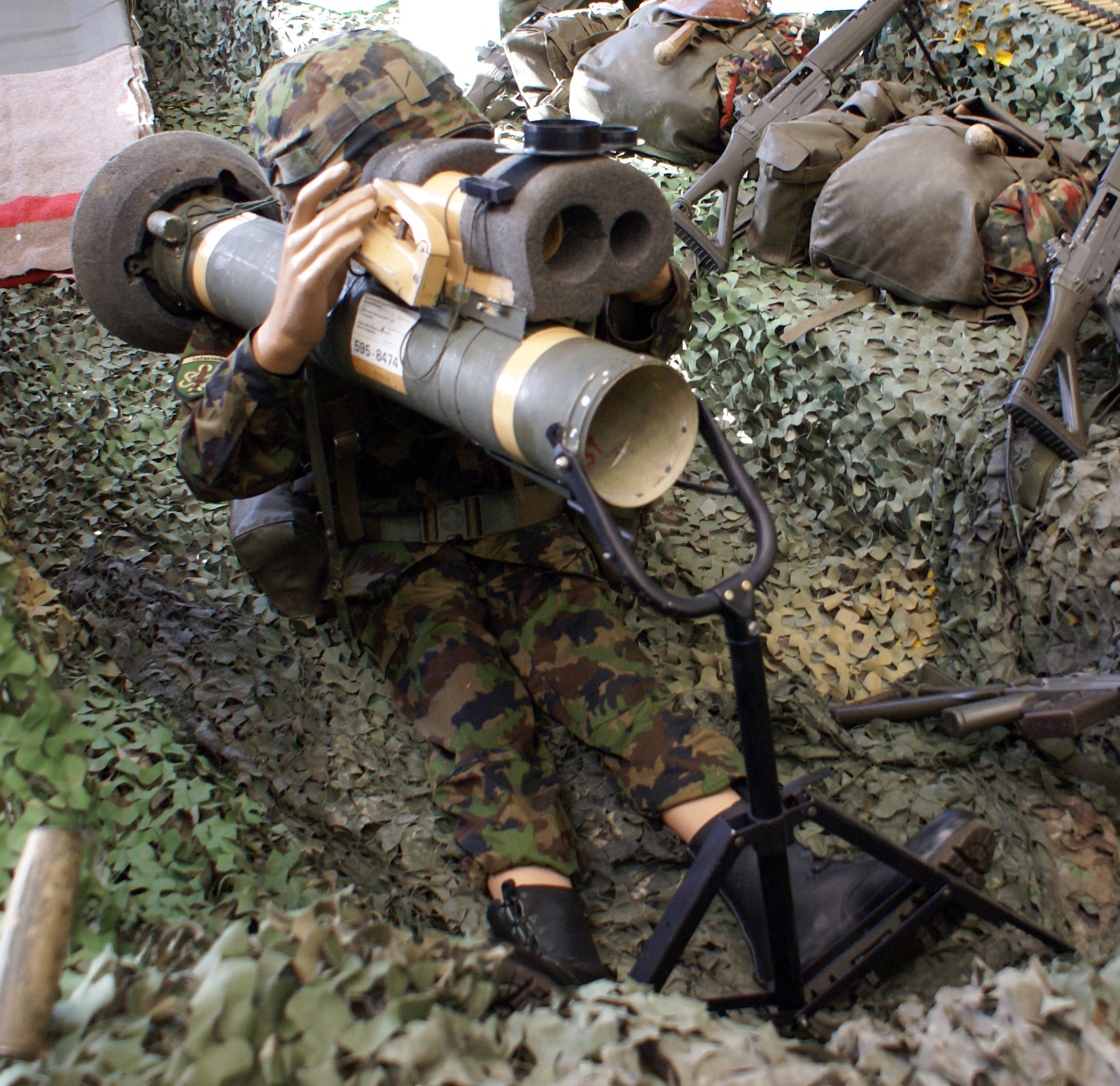
M47 Dragon de l'armée suisse en présentation, 2006.

### Actuels
- Iran[5]
- Maroc[5]
- Arabie saoudite
- Thaïlande[5]

### Passés
- Israel[5]
- Iraq: M47 Dragons pris sur l'Iran. Non opérationnels et pas en usage.
- Pays-Bas[5] : M47 Dragon a été adopté en 1977, avec une introduction de 350 postes de tir terminée en 1982. En 1986, le Dragon a été modifié selon la norme M222C1 (Dragon 2). Le Dragon amélioré est resté en service jusqu'2004. Remplacement par le Panzerfaust 3[6], et le Spike choisi en 2001[7].
- Espagne[5] : Remplacés par le Spike[7]
- Suisse[8] : Le M47 a été acquis par l'armée suisse sous la dénomination PAL-BB77 et retiré du service en 2008. Il ne sera remplacé qu'à partir de 2019 par le NLAW fabriqué par SAAB Bofors (Suède).
- États-Unis[5] : Remplacé par le FGM-148 Javelin.
- Jordanie: remplacé par le FGM-148 Javelin[9],[10]